# Traute Arnold
Traute Arnold (* 24. August 1920 in Königsberg; † 16. Mai 1978 in Burgscheidungen) war eine deutsche Theologin, Schriftstellerin und Funktionärin der CDU in der DDR. Von 1967 bis 1976 vertrat sie die CDU als Abgeordnete in der Volkskammer.

## Werdegang
Arnold wurde 1920 im ostpreußischen Königsberg als Tochter eines Beamten geboren. Nachdem sie an der Oberschule das Abitur bestanden hatte, war Arnold danach als Büroangestellte tätig. Im Kriegsjahr 1943 begann sie zunächst in Leipzig Philologie zu studieren. Alsbald wechselte sie an die Friedrich-Schiller-Universität Jena, wo sie das Studium im Frühjahr 1945 vorerst unterbrechen musste. Nach dem Kriegsende entschied sich Arnold im Herbst 1945 für einen sogenannten Neulehrerlehrgang, den sie bis 1946 an der Lehrerbildungsanstalt in Keilhau absolvierte. Anschließend war Arnold bis 1948 als Lehrerin in Hochdorf im Kreis Weimar tätig.
1948 erhielt die mittlerweile 28-jährige Arnold die Zulassung zum Theologiestudium, das sie zunächst in Jena aufnahm. Dort hörte sie in Vorlesungen unter anderem Erich Hertzsch und Hanna Jursch. In Jena lernte Arnold in den Bibelstunden des damaligen Jenaer Studentenpfarreres Walter Pabst auch ihren zukünftigen Ehemann Walter Arnold kennen. Fortan ging das Paar anfangs die gleichen Wege. Beide wechselten nach dem 1. theologischen Examen an die Leipziger Universität, wo sie unter anderem Vorlesungen von Albrecht Alt, Johannes Leipoldt und Emil Fuchs hörten. Das notwendige Lehrvikariat absolvierten beide in Meerane und legten 1954 ihr 2. theologisches Examen in Leipzig ab. Nach ihrem ersten Examen wirkte Traute Arnold bis 1956 zunächst als Lehrvikarin, später als Vikarin im Auftrag der sächsischen Landeskirche.
Zu Beginn des Jahres 1957 erhielt Walter Arnold eine Berufung als Pastor auf die Insel Hiddensee. Die damals schon dreiköpfige Familie zog auf die Insel und lebte dort 15 Jahre zusammen. Parallel zu ihrem Mann predigte auch Traute Arnold in der Kirche von Kloster, obwohl ihr nach dem damaligen Pastorinnengesetz die Ausübung pfarramtlicher Funktionen untersagt war. Neben dieser Tätigkeit wirkte Arnold als sogenannte freischaffende Schriftstellerin und widmete sich der Kindererziehung. Nach der Teilnahme an der Autorenkonferenz der CDU-Buchverlage in Weimar 1964 trat Arnold wohl auf Anfrage der Partei hin kurz danach in die CDU ein. Ab 1965 vertrat sie ihre Partei im Hiddenseer Gemeinderat. Zwischen 1966 und 1968 war sie Mitglied des CDU-Bezirksvorstandes Rostock. 1967 kandidierte sie erstmals für die CDU zu den Volkskammerwahlen und vertrat anschließend ihre Partei in zwei Wahlperioden bis 1976 als Abgeordnete in der Volkskammer. 1970 übernahm sie für einige Zeit die Leitung des CDU-Kreisverbandes Bergen, der quasi die gesamte Insel Rügen umfasste.
Nachdem sich 1972 Traute Arnold von ihrem Mann Walter getrennt hatte, der daraufhin seine Pastorenstelle und alle gesellschaftlichen Funktionen verlor, arbeitete sie vermehrt als Gastdozentin an der Zentralen Bildungsstätte der CDU in Burgscheidungen. Mit Wirkung vom 1. Januar 1975 wurde sie in Burgscheidungen fest als Dozentin angestellt, was auch mit einem Umzug verbunden war. Traute Arnold verstarb am 16. Mai 1978 nach längerer schwerer Krankheit.

## Publizierendes Wirken
Wohl durch einen Besuch einer Mitarbeiterin des CDU-Blatts Neue Zeit auf der Insel Hiddensee bei der Familie Arnold initiiert, schrieb Traute Arnold in der Folge über mehrere Jahre Artikel für die Neue Zeit, so unter anderem auf der Frauenseite des Parteiblatts. Literarisch wurde sie erstmals 1964 wahrgenommen, als Arnold als Preisträgerin des Literarischen Wettbewerbs aus Anlass des 11. CDU-Parteitags für ihren kulturpolitischen Aufsatz Von der schöpferischen Kraft des Glaubens in Kunst und Dichtung geehrt wurde. Nach ihrem Eintritt in die CDU und ihrer Tätigkeit in der Volkskammer wurde Arnold auch parteiintern als Publizistin wahrgenommen. So entstanden schließlich drei Hefte aus Burgscheidungen unter ihrer Autorenschaft. Darüber hinaus veröffentlichte Traute Arnold 1969 im Kinderbuchverlag Berlin das Buch Unn auf der Insel, das bis 1973 in vier Auflagen erschien. Ein Romanprojekt mit dem Arbeitstitel Aufbruch zur Wahrheit, das Arnold im Frühjahr 1969 sogar auf drei Lesungen in Bremen vorstellte und 1970 im Union-Verlag erscheinen sollte, kam wohl nicht zustande.

## Werke
- Hefte aus Burgscheidungen Nr. 155: Der Christ in der geistig-kulturellen Entwicklung hier und heute. 1966
- Unn auf der Insel. Kinderbuchverlag Berlin 1969.
- Hefte aus Burgscheidungen Nr. 195: Schriftsteller  christlichen Glaubens im antifaschistischen Widerstand. 1974[5]
- Hefte aus Burgscheidungen Nr. 196: Bild und Auftrag des Menschen. Christliche Ethik und sozialistische Lebensweise. 1975